# Elis Bergroth

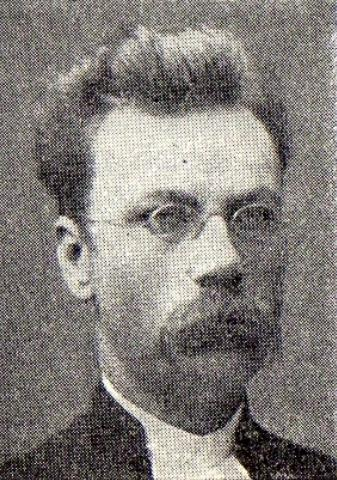
Elis Bergroth.

Gustaf Elis Bergroth, född 11 december 1854 i Nystad, död 7 april 1906 i Helsingfors, var en finländsk präst, känd som banbrytare för sjömansmissionen. 
Bergroth tjänstgjorde 1880–1883 som den första finländska sjömansprästen i utlandshamnar (Kingston upon Hull och London); var sedan sekreterare och resepredikant i Finska sjömansmissionssällskapet, blev 1898 kyrkoherde i Räisälä och 1905 i Jäskis. Han var mångsidigt begåvad och känd som en medryckande talare. Han var aktiv bland annat inom nykterhetsrörelsen (till vars stora ledargestalter han hör) och det fria folkbildningsarbetet. Han var även en av prästeståndets inflytelserikaste medlemmar vid lantdagarna 1890, 1899 och 1900. I kyrkliga angelägenheter företrädde han den högkyrkliga ståndpunkten. Han utvecklade en omfattande religiös skriftställarverksamhet och utgav 1892 (på finska och svenska) det första översiktsverket över finländsk kyrkohistoria, som 1902–1903 utkom i en reviderad och utvidgad upplaga i två band under namnet Suomen kirkko.